# Kelvin Peña
Kelvin Abraham Peña de la Cruz (San Felipe de Puerto Plata, 5 ottobre 1980) è un cestista dominicano.

## Carriera
Con la Rep. Dominicana ha disputato due edizioni dei Campionati americani (2009, 2011).